# Bahnmeisterei Homburg

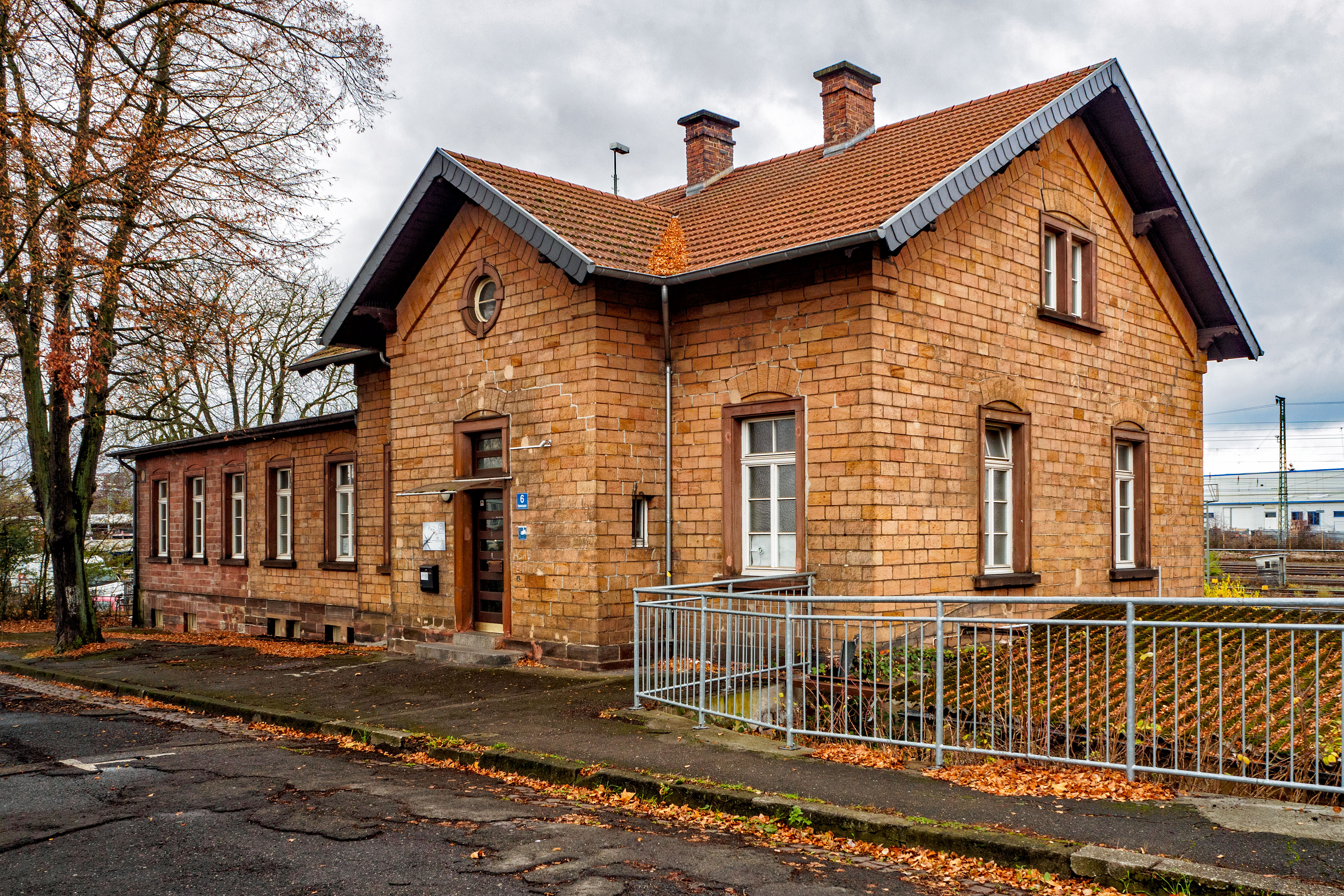
Bahnmeisterei Homburg

Die Bahnmeisterei Homburg war eine Anfang des 20. Jahrhunderts in Homburg gegründete und bis etwa 1980 existierende Bahnmeisterei. Ihre noch heute bestehenden Gebäude sind in der Landesdenkmalliste als Einzeldenkmal aufgeführt.

## Geschichte
Im Zuge des Baus der Pfälzischen Ludwigsbahn hatte Homburg mit Eröffnung des Streckenabschnitts Kaiserslautern–Homburg am 1. Juli 1848 Eisenbahnanschluss erhalten. Ab dem 25. August des Folgejahres war die Ludwigsbahn auf ihrer vollen Länge von der Rheinschanze bis nach Bexbach befahrbar gewesen. In den Folgejahrzehnten entwickelte sich Homburg durch Eröffnung der Bahnstrecken Homburg–Zweibrücken, der Würzbachbahn Schwarzenacker–St. Ingbert, Rohrbach–Homburg sowie der Glantalbahn zum Eisenbahnknotenpunkt. 
Um 1900 wurde deshalb in Homburg eine Bahnmeisterei errichtet, die in erster Linie für die Gleisanlagen im Einzugsgebiet des Homburger Bahnhofs zuständig war. So war sie beispielsweise 1909 auf der Ludwigsbahn auf dem Streckenabschnitt bis kurz vor dem Bahnhof Eischelscheid-Lambsborn zuständig, entlang der Glantalbahn bis zum Bahnhof Schönenberg-Kübelberg und in Richtung Westen für jeweils wenige hundert Meter Strecken nach Zweibrücken, Rohrbach und Neunkirchen.
Der Zuständigkeitsbereich änderte sich hingegen im Laufe der Jahrzehnte mehrfach. In den 1930er Jahren wurde der Bahnhof Limbach (Saar) an der Strecke nach Rohrbach der Bahnmeisterei zugeschlagen, ebenso der gesamte Streckenabschnitt der Glantalbahn kurz vor Glan-Münchweiler. Bedingt durch die Abtrennung des Saarlandes nach dem Zweiten Weltkrieg, dem auch Homburg zugeschlagen wurde, war sie entlang der Glantalbahn fortan nur noch bis zum nun ebenfalls saarländischen Bahnhof Jägersburg zuständig. Um 1980 wurde sie aufgelöst; ihr Bereich wurde fortan der Bahnmeisterei Saarbrücken zugeschlagen.

## Anlage
Die Bahnmeisterei war zunächst Eigentum der Pfälzischen Ludwigsbahn-Gesellschaft. Zu ihr gehörte unter anderem ein Wohnhaus. Errichtet wurden die heute noch vorhandenen Bahnanlagen im Jahr 1902; sie stehen unter Denkmalschutz. Die Adresse lautet Bahnhofsplatz 6.